# Персивал, Брайан
Брайан Персивал (англ. Brian Percival) — британский кинорежиссёр, известный по работе над телесериалами «Аббатство Даунтон» и «Север и Юг», а также над экранизацией киноленты «Воровка книг» по мотивам романа Маркуса Зузака «Книжный вор». Начинал карьеру как постановщик и актёр театральной студии «Olathe East».

## Биография
Родился в 1962 году в Ливерпуле. В 1973—1980 годах учился в общеобразовательной школе Нью Хэйс. Был режиссёром фильмов «Земля удовольствия», «Север и Юг», «Шекспир на новый лад», «Рубин во мгле» и «Лавка древностей».
В 2001 году его девятиминутный короткометражный фильм «О девочке» выиграл премию BAFTA по номинации «Лучший короткометражный фильм» и ещё несколько премий в различных кинофестивалях.
С 2010 года снял семь эпизодов исторической драмы «Аббатство Даунтон», которая вышла на британском телеканале ITV. Благодаря этой работе Персивал в 2010 году получил премию BAFTA Craft по номинации «Лучший игровой режиссёр» и в 2011 году премию «Эмми» по номинации «Лучший мини-сериал или фильм». В 2012 году был номинирован на премию «Эмми» за «выдающуюся режиссуру драматического телесериала» в седьмой серии «Аббатства Даунтон». В 2013 году Персивал снял фильм «Воровка книг».
Женат на сценаристe Джули Руттерфорд.

## Фильмография
- 1971 — 2012 — «Театр шедевров» / Masterpiece Theatre
- 2000 — 2003 — «Конец рабочего дня» / Clocking Off
- 2003 — «Земля удовольствия» / Pleasureland
- 2004 — «Север и Юг» / North & South
- 2005 — «Шекспир на новый лад» / ShakespeaRe-Told
- 2006 — «Рубин во мгле» / The Ruby in the Smoke
- 2007 — «Лавка древностей» / The Old Curiosity Shop
- 2009 — «Грэйси!» / Gracie!
- 2009 — «Мальчик, которого звали папой» / A Boy Called Dad
- 2010 — 2012 — «Аббатство Даунтон» / Downton Abbey (7 эпизодов)
- 2013 — «Воровка книг» / The Book Thief
- «Тёмный ангел» (двухсерийный телефильм) (постпродакшн)